# Rachel Sterling
Rachel Sterling (* 11. November 1979 in Corpus Christi, Texas) ist eine US-amerikanische Schauspielerin, Tänzerin und Model.

## Leben und Karriere
Sterling wurde 1979 in Corpus Christi, Texas geboren. Sie ließ sich für die US-amerikanischen Zeitschriften Maxim, FHM, Stuff und die italienische Vouge ablichten. Sie ist außerdem ein ehemaliges Mitglied der Pussycat Dolls. Daneben spielte sie in verschiedenen Musikvideos von Velvet Revolver, Shaggy, Kid Rock, Ja Rule und No Doubt.
Ihre erste größere Rolle hatte Sterling in der Filmkomödie Tomcats von Gregory Poirier aus dem Jahr 2001. Im gleichen Jahr spielte sie einen Krankenschwester in dem Sportfilm Destroying America neben Tony Hawk und Bam Margera. Im Jahr 2003 war sie als Assia neben Vin Diesel in dem Actionfilm Extreme Rage zu sehen. Neben Owen Wilson und Vince Vaughn erhielt sie eine kleine Rolle in Die Hochzeits-Crasher von David Dobkin im Jahr 2005. Ab diesem Jahr stand Sterling bis 2007 für sechs Folgen in der Comedyserie Reno 911! als Madam Caramel vor der Kamera. Im Jahr 2009 wirkte Rachel Sterling in Verrückt nach Steve und Surrogates – Mein zweites Ich mit. Fortan spielte sie kleinere Rollen in Fernsehserien wie Navy CIS: L.A., How I Met Your Mother, Private Practice, Dr. House, True Blood und 90210. 2011 stand sie für den Horrorfilm The Helpers und die Komödie Fun Size – Süßes oder Saures vor der Kamera.

## Filmografie (Auswahl)
- 2001: Tomcats
- 2001: Destroying America
- 2002: V.I.P. – Die Bodyguards (Fernsehserie, Folge 4x11 Saving Private Irons)
- 2003: Extreme Rage (A Man Apart)
- 2004: Las Vegas (Fernsehserie, Folge 2x02 The Count of Montecito)
- 2004–2008: Entourage (Fernsehserie, zwei Folgen)
- 2005: Die Hochzeits-Crasher (Wedding Crashers)
- 2005: Newcomer – Tausche Ruhm gegen Liebe (Undiscovered)
- 2005–2007: Reno 911! (Fernsehserie, sechs Folgen)
- 2007: White Air
- 2007: Blink
- 2009: Verrückt nach Steve (All About Steve)
- 2009: Surrogates – Mein zweites Ich (Surrogates)
- 2010: Detention
- 2010: Crazy/Sexy/Awkward (Kurzfilm)
- 2010: Navy CIS: L.A. (NCIS: Los Angeles, Fernsehserie, Folge 1x16 Die perfekte Tarnung)
- 2011: How I Met Your Mother (Fernsehserie, Folge 7x06 Das dunkle Geheimnis)
- 2011: Private Practice (Fernsehserie, Folge 5x06 Licht und Schatten)
- 2011: Dr. House (House M.D., Fernsehserie, Folge 8x08 Perlen der Paranoia)
- 2012: True Blood (Fernsehserie, zwei Folgen)
- 2011: Glass Heels (Fernsehfilm)
- 2012: 90210 (Fernsehserie, Folge 5x02 The Sea Change)
- 2012: The Helpers
- 2012: Fun Size – Süßes oder Saures (Fun Size)
- 2014: 10.0 – Das Erdbeben-Inferno (10.0 Earthquake)
- 2015: Truth Be Told (Fernsehserie, Folge 1x03 Big Black Coffee)
- 2017: The Heart of a Woman (Kurzfilm)
- 2019: Nation’s Fire
- 2019: Xenophobia
- 2020: Big Freaking Rat